# Das Veilchen
Das Veilchen (La violetta), è un lied per soprano e pianoforte composto da Wolfgang Amadeus Mozart nel 1785 su un testo di Goethe.

## Storia
Nel 1785 Mozart viveva a Vienna ormai da quattro anni. Durante la visita del padre Leopold, giunto nella capitale a febbraio, il musicista cercò di dimostrare al genitore che durante quel periodo aveva ottenuto i riscontri e i successi che gli erano mancati a Salisburgo; per questo organizzò incontri, partecipazioni a concerti e ricevimenti, coinvolgendolo in un'intensa vita mondana per impressionarlo. In realtà, dopo la commissione de Il ratto dal serraglio, Wolfgang non aveva più avuto richieste e, pur avendo scritto diverse opere fra cui alcuni dei suoi più importanti concerti per pianoforte e orchestra, riusciva a guadagnare soltanto proponendoli con le Accademie. A Vienna, in questo stesso periodo, favorito da un ambiente musicale costituito da intenditori anche di musica da camera, Mozart compose un certo numero di opere vocali che possono già essere intese come liederistiche in senso moderno.
Nell'estate del 1785, poco prima di iniziare la stesura de Le nozze di Figaro, Mozart scrisse alcuni lieder tra cui Das Veilchen, breve brano per soprano e pianoforte su testo di Goethe, tratto dal singspiel Erwin und Elmire, destinato a essere musicato da Johann André. Mozart però ignorava chi fosse l'autore dei versi poiché li aveva letti in una raccolta di J. A. Steffan che li attribuiva a sua volta a Johann W. L. Gleim.
Il musicista considerava i suoi lieder come dei Freundstücke, ovvero brani per gli amici, ma poiché egli aveva molti quaderni su cui annotava i testi poetici che gli piacevano è probabile che per lui il lied avesse una notevole importanza compositiva.

## Testo
| Originale tedesco | Traduzione italiana |
| --- | --- |
| Ein Veilchen auf der Wiese stand Gebückt in sich und unbekannt; Es war en herzigs Veilchen! Da kam ein' junge Schäferin Mit leichtem Schritt und munterm Sinn Daher, die Wiese her, und sang. Ach! denkt das Veilchen, war ich nur Die schönste Blume der Natur, Ach! nur ein kleines weilchen, Bis mich das Liebchen abgepflückt Und an dem Busen matt gedrückt, Ach nur, ein Viertelstündchen lang! Ach, aber ach! das Mädchen kam Und nicht in acht das Veilchen nahm, Ertrat das arme Veilchen Es sank und starb und freut sich noch: Und sterb ich denn; so sterb ich doch Durch sie, zu ihren Füssen doch! Das arme Veilchen! Es war ein herzigs Veilchen. | Sul prato c'era una violetta, china e sconosciuta: era una dolce violetta. Ed ecco arrivare una pastorella dal passo lieve e di buon umore e cantava su e giù per il prato. Ah, pensò la violetta, se solo fossi il più bel fiore della natura, ah, solo per un attimo, finché questo tesoro mi colga e mi stringa al suo petto; ah, solo per un quarto d'ora. Ma ahimè, la ragazza arrivò e non si accorse della violetta e calpestò la povera violetta. Essa cadde e morì e ancora gioisce: e muoio infine, ma muoio a causa sua, ai suoi piedi. La povera violetta! era una dolce violetta. |

## Analisi
In Austria nel settecento non vi era una tradizione di Lieder come invece era presente in Germania, non vi erano in particolare poeti importanti che avessero scritto versi adatti a essere musicati. Mozart aveva composto fino ad allora alcuni lieder su testi di autori mediocri; Da Veilchen si distacca da questi in modo preponderante, non solo per la poesia, ma soprattutto per la novità che il musicista apporta alla forma della composizione. Il brano ha assunto un'importanza notevole proprio perché non si rifà alle caratteristiche tipiche del lied come era conosciuto all'epoca, ponendo le basi per quella che diverrà la composizione nell'ottocento con Franz Schubert. In questa composizione non è più la parte poetica a prevalere, ma è la musica a "ricreare" il testo, non avendo più la semplice funzione di accompagnamento delle strofe. Con Mozart il lied diventa durchkomponiert, la musica segue riga per riga ogni sfumatura della poesia, sottolineando e rivelando ogni aspetto del testo.
Il Lied, un Allegretto in Sol maggiore, è costituito da sole 65 battute ed è scritto con una musica semplicissima, ma Mozart riesce a trarre dalla delicata poesia quasi una "scena romantica" di stampo teatrale. Il brano inizia con molta grazia introdotto dal pianoforte a cui subito si unisce la voce; con delicatezza, sottolineata da pause, viene presentata la timida violetta; seguono quartine di semicrome staccate del pianoforte che indicano il passo allegro della fanciulla. Una breve parte solistica dello strumento rivela come qui il pianoforte abbia una sua funzione paritaria alla voce, partecipando pienamente alla narrazione sonora. Una modulazione in minore esprime tutto l'accorato desiderio della violetta a cui fa riscontro un breve recitativo drammatico in cui viene narrato di come la pastorella non si accorga di lei e la calpesti. Il brano procede tra le tonalità di La minore e Do maggiore verso una sorta di riscatto finale: l'impeto melodico tramuta la dolorosa fine della violetta in una gioia derivante dalla consapevolezza di essere uccisa dalla giovane. Mozart aggiunse di suo pugno i due versi finali, sottolineandoli con un arpeggio, per suggellare la piccola vicenda con un commento di malinconica mestizia.